# Sven Kresin
Sven Kresin (* 12. Juli 1976 in Dieburg) ist ein ehemaliger deutscher Fußballspieler, der zuletzt beim TSV Landsberg unter Vertrag stand.

## Karriere
In der Jugend und zwei Jahre in der ersten Mannschaft spielte er bei seinem Heimatverein TS Ober-Roden, bevor er 1995 zur SG Egelsbach in die Regionalliga Süd wechselte. Anschließend war er mehrere Jahre beim Bayernligisten und späteren Regionalligaverein den Amateuren vom TSV 1860 München beschäftigt. In der Saison 2001/02 spielte er dann beim 1. FC Schweinfurt 05 in der 2. Bundesliga. Nach einem Abstecher bei den Stuttgarter Kickers kam er für zwei Spielzeiten zu Rot-Weiß Erfurt. Von 2005 bis 2007 spielte er für Austria Lustenau, einen österreichischen Zweitligisten. Mit 32 Jahren war Kresin dann eine Saison beim fränkischen Club 1. FC Nürnberg II beschäftigt und spielte von 2008 bis 2010 bei Wacker Burghausen in der 3. Fußball-Liga. Im August 2010 wechselte Kresin zum TSV Landsberg in die bayerische Landesliga Süd und übernahm dort das Amt des Spielertrainers.
Insgesamt bestritt er in der 2. Bundesliga 38 Spiele und in der Regionalliga 202 Spiele. Dort erzielte er 14 Tore.

## Trainerkarriere
Am 18. August 2010 übernahm Sven Kresin den Cheftrainerposten des TSV Landsberg von Jürgen Lugmair, der vom Verein entlassen wurde. Die bei seiner Übernahme abstiegsgefährdete Mannschaft führte er zum Ende der Saison 2010/11 auf Platz 7 der Landesliga Süd mit 50 Punkten. Im darauffolgenden Jahr holte der TSV unter Sven Kresin einen Punkt mehr und schloss die Saison auf Platz 10 ab.
Die Saison 2012/13 war ein Erfolg für Kresin und den TSV Landsberg, der die Tabelle auf Platz 5 mit 58 Punkten beendete. Diese Platzierung wurde in der Saison 2013/14 getoppt, in dem der Verein die Meisterschaft mit 74 Punkten in der Landesliga Südwest gewann und dadurch zum zweiten Mal in der Vereinsgeschichte in die Bayernliga Süd aufstieg.
Im ersten Jahr in der neuen Liga holte der TSV unter seinem Trainer Kresin 51 Punkte und landete dadurch auf Platz 8 – die beste Platzierung der Vereinsgeschichte. Nach dem erfolgreichen Klassenerhalt in der Saison 2015/16 trat er von seinem Amt als Cheftrainer zurück, um sich stärker auf seine berufliche Zukunft zu kümmern.